# Francesco Bissolo
Francesco Bissolo (Pier Francesco Bissolo), (né v. 1470 à Trévise en Vénétie et mort le 20 juillet 1554 à Venise) est un peintre italien qui a été actif de la fin du XVe et du début du XVIe siècle.

## Biographie
Francesco Bissolo a été l'élève et l'assistant de Giovanni Bellini lors des décorations du Palais des Doges à Venise (1492).

## Œuvres

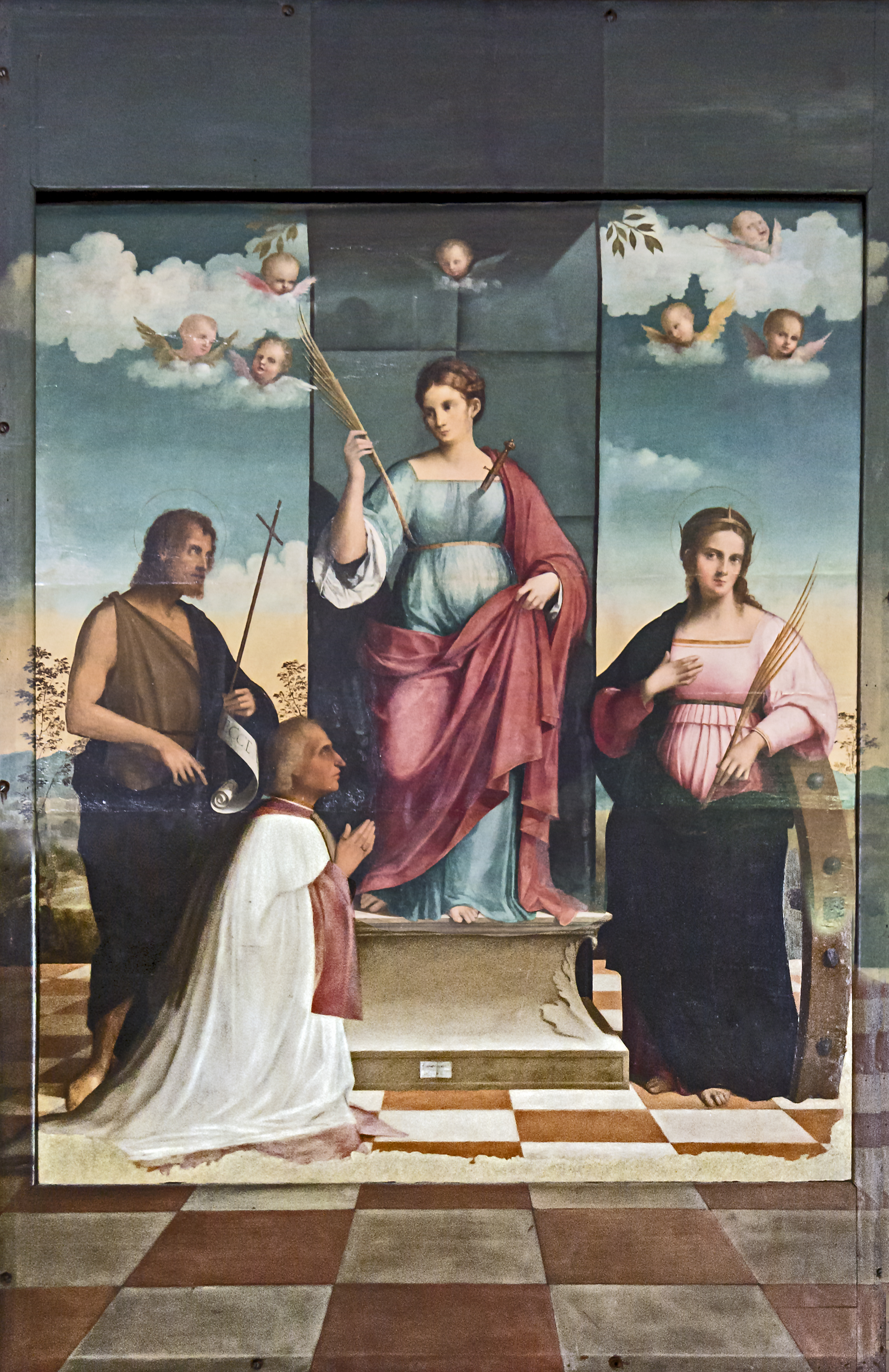
Sainte Justine, cathédrale de Trévise 1530

- Présentation de Jésus au temple (vers 1500) Gallerie dell'Accademia de Venise [1]
- La Vierge et l'Enfant avec les saints et deux donateurs, National Gallery, Londres.
- La Vierge à l'Enfant, saint Paul et une femme martyre, National Gallery, Londres.
- Portrait d'une jeune femme, vers 1500, Country Museum, Los Angeles.
- Vierge à l'Enfant (vers 1505), Gallerie dell'Accademia de Venise[2]
- Couronnement de sainte Catherine de Sienne (1513), Gallerie dell'Accademia de Venise
- La Sainte Famille avec un donateur dans un paysage (1520), Dayton Art Institute, Ohio.
- Sainte Justine (1530) , cathédrale de Trévise.

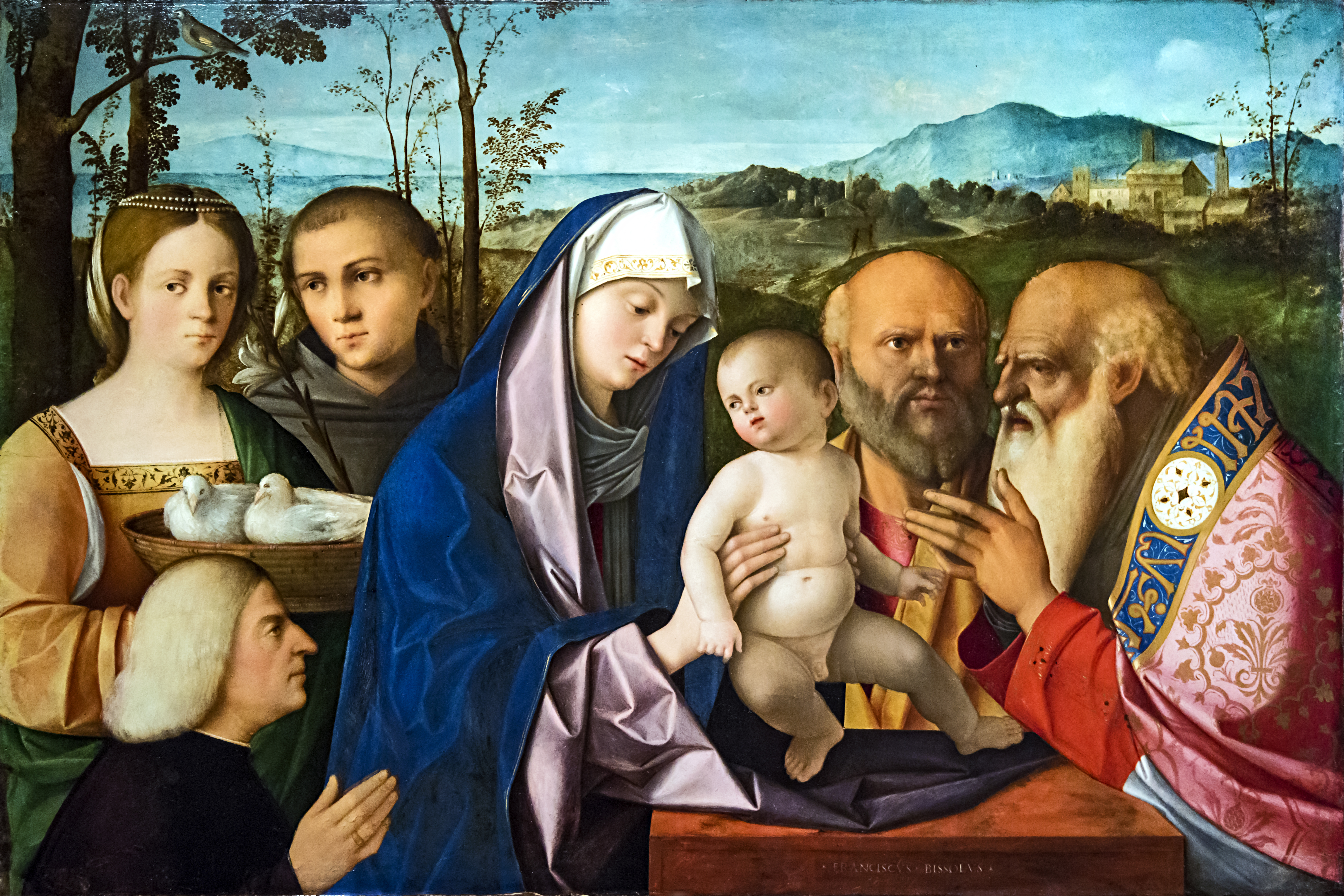
Présentation de Jésus au temple Gallerie dell'Accademia de Venise
Vierge à l'Enfant Gallerie dell'Accademia de Venise

## Sources
- (en) Cet article est partiellement ou en totalité issu de l’article de Wikipédia en anglais intitulé « Francesco Bissolo » (voir la liste des auteurs).